# Karl Meltzer
Karl Meltzer, född 8 december 1967, är en amerikansk ultramaratonlöpare från Sandy, Utah. Meltzer, känd som "Speedgoat Karl" är en av världens mest framgångsrika ultradistanslöpare och har vunnit fler 100-mile lopp (160.9 km) än någon annan. Han har satt rekordtider på flera kända amerikanska vandringsleder, bland annat: Appalachian Trail och "The Pony Express Trail". Meltzer har varit professionell ultramaratonlöpare sedan 1999 och coach sedan 2007.

## Karriär
1989 flyttade Meltzer till Snowbird, Utah, för att fokusera på skidåkning. Under samma period började han springa under somrarna och sprang sitt första ultramaraton 1996, Wasatch Front 100 Mile Endurance Run. 1998 vann han sitt första ultramaratonlopp, och började då fokusera sin karriär på 100 mile löpning med målet att vinna fler 100 mile lopp än någon annan. Red Bull har sedan 2001 sponsrat Meltzer. Under 2018 vann Meltzer sitt 40e 100 mile lopp. Han har vunnit fler 100 mile lopp än någon annan, samt har rekordet för flest 100 mile lopp vunna under ett och samma år (sex, under 2006). Under sin karriär har Meltzer vunnit flera av de största och tuffaste 100 mile loppen i världen, bland annat: Wasatch 100, Run Rabbit Run 100, Hurt 100, San Diego 100, Hardrock 100 och Bighorn 100.
Meltzer har även satt flera rekord på längre distanser, bland annat den 2064 mile (3321.7 km) långa Pony Express Trail, som Meltzer avklarade på 40 dagar, en takt på runt två maraton per dag. Hans mest kända rekord satte han 2016 då han sprang den 2190 mile (3524.5 km) långa Appalachian Trail på 45 dagar, 22 timmar och 48 minuter. 2017 sattes ett nytt rekord för vandringsleden, av Joe McConaughy.

### Urval av tävlingsmeriter
Meltzer har vunnit följande ultramaratonlopp (inkomplett lista):
- Wasatch 100 (6 gånger)[10]
- Hardrock 100 (5 gånger)[11]
- San Diego 100 (3 gånger)[12]
- Squaw Peak 50 (5 gånger)[13]
- Bighorn 100 (2 gånger)[14]
- Bear 100 (3 gånger)[15]
- Massanutten 100 (4 gånger)[16]
- Coyote Two Moon 100 (2 gånger)[17]
- Moab Red Hot 50k (2 gånger)[18]
- Zane Grey Highline Trail 50 Mile Run (1 gång)[19]

Meltzer har under sin karriär vunnit 47 ultramaraton samt 8 trailmaraton. Totalt har han slutfört 89 ultramaraton och 12 trailmaraton.

### Rekord
- Flest 100 mile lopp vunna under ett år, med sex lopp under 2006. Fyra av loppen satte nya banrekord. Det tidigare rekordet hölls av Eric Clifton som vann fyra 100 mile lopp under 1991.[20]
- Flest 100 mile lopp vinster någonsin, med över 40 vinster.[4]
- Rekord på Pony Express Trail från Sacramento, California till St. Joseph, Missouri, 2064 miles på 40 dagar.[7]
- Rekord på Appalachian Trail, 2190 miles på 45 dagar 22 timmar och 48 minuter.[21]

### Priser
- USATF, Ultrarunning Magazine, RRCA Runner of the Year - 2006[20]
- Everest Award - 2006[22]

Meltzer var kom även på andraplats I Ultrarunning Magazine Ultrarunner of the Year 2007 och 2009.